# En Mands Kvinder
En Mands Kvinder er en amerikansk stumfilm fra 1918 af John M. Stahl.

## Medvirkende
- Florence Reed - Lucille Emerson
- Frank R. Mills - James Randolph Emerson
- Mr. Wokoff
- Mathilde Brundage
- Edgar Lewis - Jim Hawkins
- Charles Jackson - Charlie
- Grace Davison - Grace
- Bessie Mar English - Mary
- Robert Lee Keeling - Paul Harrison